# Yevgeny Ivanov
El capitán Yevgeny, Yevgeniy, Yevgueny o  Yevgueniy Ivanov (ruso: Евгений Иванов) (11 de enero de 1926 - 17 de enero de 1994) fue un agregado naval en la embajada soviética en Londres a finales de la década de 1950, y que también se dedicaba al espionaje como residente (rezident) legal (es decir, actuando bajo cubierta diplomática).
No obstante, el MI5 (servicio de contra-inteligencia del Reino Unido) vio a Ivanov como un desertor potencial e intentaría convencerlo de que se convirtiese un doble agente al servicio de Gran Bretaña.
En la capital británica, Ivanov conoció a un famoso osteópata de la época, el doctor Stephen Ward, quien, a su vez, era conocido de Christine Keeler una bailarina (showgirl) londinense de por entonces unos 20 años de edad.

## Relación con Christine Keeler
En julio de 1961, Ivanov concurrió a una fiesta brindada por el vizconde lord Astor en su finca privada de Cliveden, condado de Buckinghamshire. Allí pudo ver que Keeler era presentada a John Profumo, quien en ese momentos era nada menos que Secretario británico de Estado para la guerra. A partir de la observación de ese coqueteo entre ambos, Ivanov posteriormente se acercaría a Keeler, a fin de intentar obtener, indirectamente y a través de ella, algunos secretos militares británicos que pudiesen resultar de interés para la Unión Soviética.
El subsiguiente affair amoroso de Keeler con Profumo estaba teniendo lugar en un momento en el que ella también estaba involucrada románticamente con Ivanov.
Este "triángulo amoroso" estaba teniendo lugar en momentos muy delicados de la confrontación Este-Oeste, máxime cuando las tensiones de la Guerra Fría ya habían tenido una peligrosa escalada el año anterior (1962), durante la denominada Crisis de los misiles cubanos).
Se llegó a comentar que Ivanov le había pedido a Keeler que le preguntase a Profumo si los misiles nucleares Estados Unidos estadounidenses (de alcance intermedio, MRBMs) instalados en la entonces Alemania Occidental (RFA) serían retirados, y de ser ello cierto, cuándo sucedería eso.

## Estallido del escándalo Profumo
Cuando el caso Profumo estalló y se hizo público, el escándalo derivado de un ministro de guerra británico
teniendo un romance con la espía de un (potencial) espía soviético terminaría teniendo consecuencias de largo plazo, y haría que algunas "cabezas rodasen" dentro del gobierno británico, empezando por la del propio Profumo.
Incluso aceleraía la renuncia, "por motivos de salud", del primer ministro británico de ese entonces, el conservador Harold Macmillan.
A nivel personal, la relación adúltera de Ivanov con Christine Keeler hizo que su propia esposa rusa lo terminase abandonando. Además, cuando regresó a Moscú, el régimen comunista del Kremlin 
tampoco mostró mucho reconocimiento por su trabajo de inteligencia, en gran parte, porque éste había terminado derivando en un muy indeseable escándalo político en un importante país occidental, adversario político-ideológico y militar de la URSS durante la Guerra Fría.

## Legado y consecuencias personales
Ese doble rechazo, familiar y gubernamental, derivó en que Ivanov se volcase cada vez más hacia el consumo excesivo de bebidas alcohólicas, vodka en particular.
Casi tres décadas más tarde, y poco antes de morir él, en 1993, Ivanov y Keeler se reunieron para cenar en la ya post-comunista capital rusa de Moscú. Poco más tarde le envió una carta disculpándose por la manera en que la había tratado, en su intento por obtener secretos militares británicos, indirectamente a través de la persona de Profumo. 